# Tanja Žagarová
Tanja Žagarová (* 1. července 1982, Kranj) je slovinská zpěvačka. Ve čtrnácti letech se stala členkou dívčí hudební skupiny Foxy Teens, což byl počátek její hudební kariéry. Po devíti letech se skupina rozpadla. Její sólová kariéra začala písní Odhajam. Následovala píseň Lario dada, která se dostala na vrchol slovinských hitparád. V srpnu 2007 získala první místo na mezinárodním festivalu Ohridski trubaduri v Makedonii s písní Neka te, neka te. V roce 2008 vydala první sólové album Tiho tiho čas beži, které se stalo nejlépe prodávaným albem roku ve Slovinsku. Ve stejném roce získala na mezinárodním hudebním festivalu Melodije Mostara cenu za nejlepší píseň. V posledních letech také vystupovala na shromážděních pravicové Slovinské demokratické strany.